# اوماری تترادزه
اوماری تترادزه (روسی: Омари Михайлович Тетрадзе؛ زادهٔ ۱۳ اکتبر ۱۹۶۹) بازیکن سابق و مربی فوتبال اهل روسیه است.
از باشگاه‌هایی که در آن بازی کرده‌است می‌توان به باشگاه فوتبال آنژی مخاچ‌قلعه، باشگاه فوتبال دینامو مسکو، باشگاه فوتبال کریلیا سووتوف سامارا، باشگاه فوتبال آ.اس. رم، باشگاه فوتبال پائوک، باشگاه فوتبال اسپارتاک ولادی‌قفقاز، و باشگاه فوتبال دینامو تفلیس اشاره کرد.
وی همچنین در تیم‌های ملی فوتبال شوروی و روسیه بازی کرده‌است.